# Arakan-Joma-Gebirge
Das Arakan-Joma-Gebirge (auch Arakan-Yoma oder Chin-Gebirge) ist ein Gebirgszug an der Grenze zwischen Indien und Myanmar (Birma) und bildet einen der südöstlichen Ausläufer des Himalaya. 
Es liegt im westlichen Teil von Myanmar im Chin- und dem ehemals Arakan genannten Rakhaing-Staat, breitet sich in die indischen Bundesstaaten Mizoram und Manipur aus und geht in das Mizo-Gebirge über. Nordöstlich schließt sich das Patkai-Gebirge an. Nach Süden folgt das Arakan-Joma-Gebirge der birmanischen Küste, bis es am Kap Negrais in den Golf von Bengalen abfällt.
Höchste Erhebung ist der Nat Ma Taung (Victoriaberg) mit 3053 m, im südlichen Chin-Staat gelegen. In Richtung Süden nimmt die Höhe des Gebirges immer weiter ab. Auf indischer Seite erreichen die Berge im Phawngpui (Blauer Berg) 2164 m. Das Gebirge ist vorwiegend mit Kiefern und Teakholz bewaldet. 
Die Gegend des Arakan-Joma-Gebirges wird überwiegend von den Zo bewohnt.